# Masters de Hamburgo 2004
El Abierto de Hamburgo de 2004 fue un torneo de tenis jugado sobre tierra batida, que fue parte de las Masters Series. Tuvo lugar en Hamburgo, Alemania, desde el 10 de mayo hasta el 17 de mayo de 2004.

## Campeones

### Individuales
Roger Federer vence a  Guillermo Coria, 4–6, 6–4, 6–2, 6–3

### Dobles
Wayne Black /  Kevin Ullyett vencen a  Bob Bryan /  Mike Bryan, 6–1, 6–2